# Casato di Sassonia-Coburgo e Gotha (Belgio)
Il ramo belga del casato di Sassonia-Coburgo e Gotha nacque quando il principe Leopoldo di Sassonia-Coburgo-Gotha accettò di diventare Re dei Belgi il 26 giugno del 1831, col nome di Leopoldo I.
In precedenza, il 13 giugno 1777 a Ebersdorf, erano avvenute le nozze fra Francesco Federico di Sassonia-Coburgo-Saalfeld (1750-1806) e Augusta di Reuss-Ebersdorf (1757-1831). I loro dieci figli s'imparentarono con le più grandi case reali d'Europa e molti di essi diedero vita a dinastie reali nel Regno Unito (dal 1917 si ridenominerà Windsor), nel Belgio, nel Regno del Portogallo e nel Regno di Bulgaria.

## Genealogia

### Leopoldo I

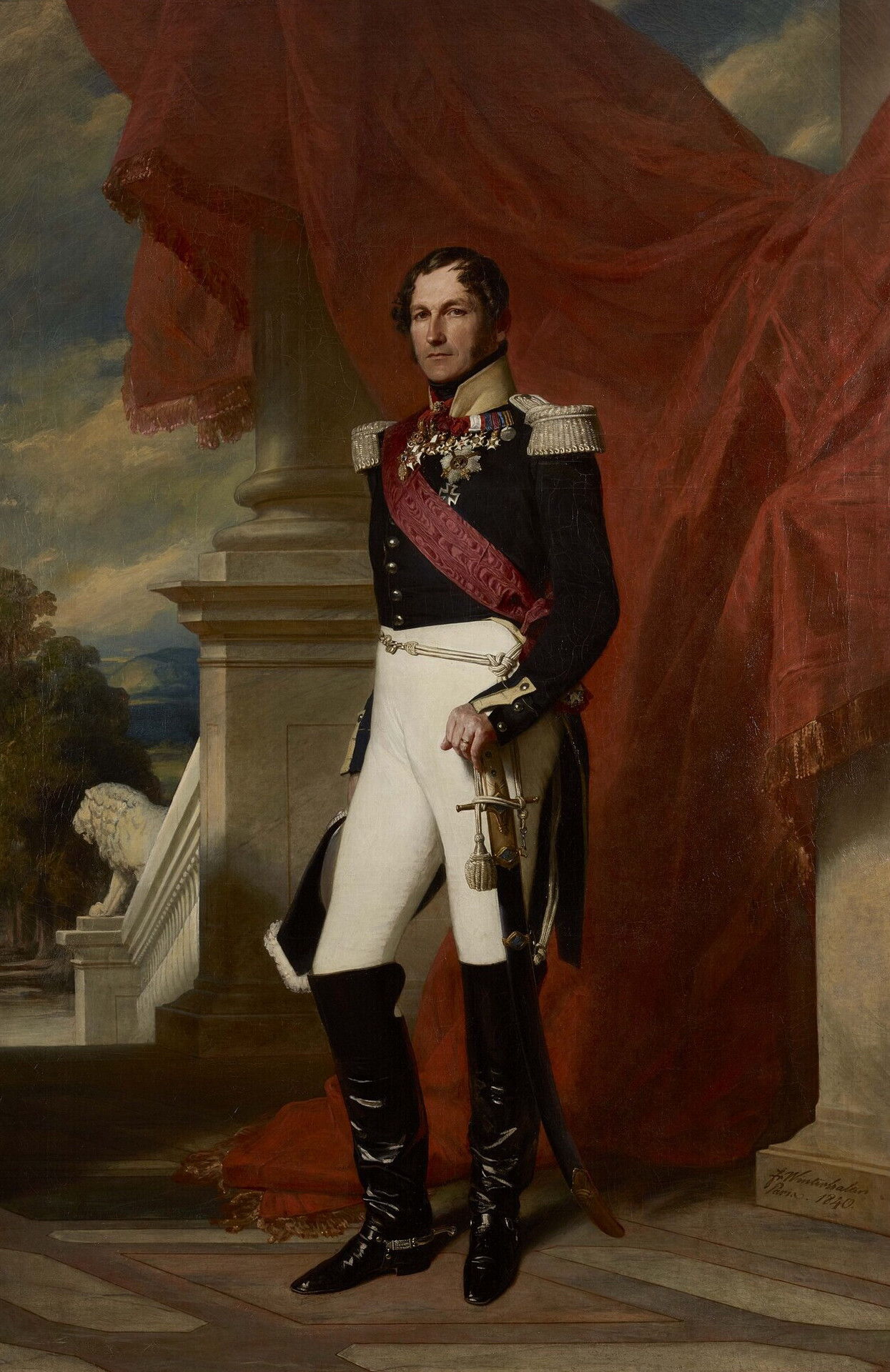
Leopoldo I ritratto da Franz Xaver Winterhalter.

Leopoldo I fu un uomo molto mite, che cercò sempre, durante il suo regno, vie pacifiche e diplomatiche alle questioni. Si prodigò per politiche sociali avanzate per l'epoca, però molto di esse non trovarono attuazione, per l'opposizione della politica interna al paese.
Si sposò, il 9 agosto 1832, con Luisa d'Orléans, figlia del re Luigi Filippo di Francia e della regina Maria Amalia di Borbone-Due Sicilie. Dal suo matrimonio con Luisa nacquero quattro figli:
- Luigi Filippo Leopoldo (1833 -1834)
- Leopoldo II (9 aprile 1835 - 17 dicembre 1909); sposò nel 1853 Maria Enrichetta d'Asburgo-Lorena (1836-1902), fu re dei belgi
- Filippo (24 marzo 1837 - 17 novembre 1905); sposò nel 1867 Maria di Hohenzollern-Sigmaringen; padre del futuro re Alberto I
- Carlotta (7 giugno 1840 - 19 gennaio 1927); sposò nel 1857 Massimiliano I del Messico, fu imperatrice consorte del Messico dal 1864 al 1867

Nel 1840 fu mediatore nel matrimonio tra la nipote Vittoria del Regno Unito e l'altro nipote Alberto di Sassonia-Coburgo-Gotha.
Nel 1850 rimase vedovo, dopo la morte della giovane moglie Luisa, a soli 38 anni, per la tubercolosi.
Leopoldo morì il 10 dicembre del 1865 nel palazzo di Laeken. Gli successe il figlio Leopoldo II.

### Leopoldo II

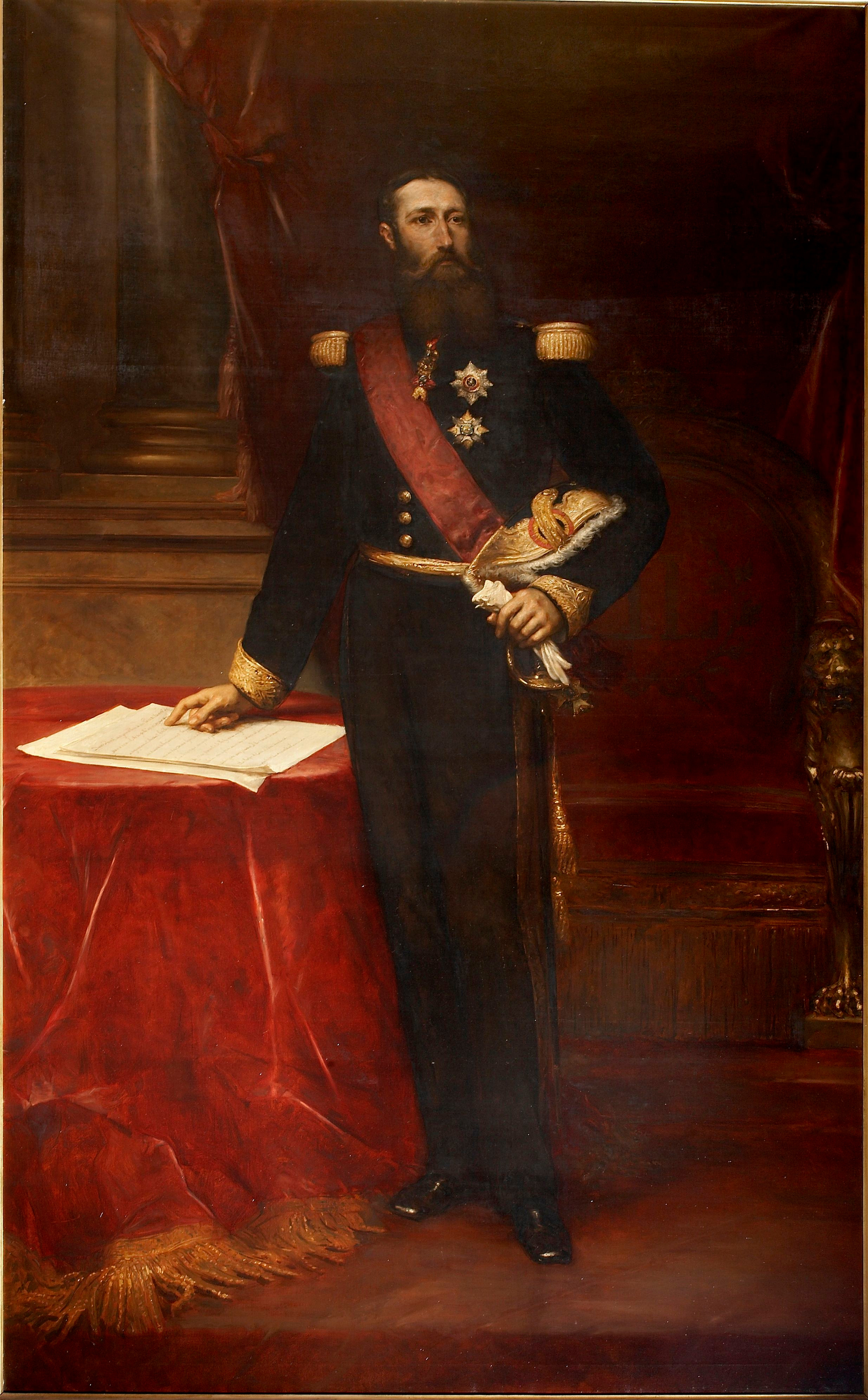
Leopoldo II ritratto da Louis Gallait.

Il suo regime coloniale (Stato Libero del Congo) fu al centro di uno dei più infami scandali del XX secolo. Leopoldo II fu responsabile di terribili crimini perpetrati contro la popolazione indigena del Congo, praticamente schiavizzata e maltrattata, in suo favore e di tutta la nazione belga, che nell'Ottocento era uno degli stati più ricchi del mondo.
Nel 1853 sposò Maria Enrichetta d'Asburgo-Lorena (1836-1902), figlia del conte palatino d'Ungheria Giuseppe d'Asburgo-Lorena (1776-1847) e della duchessa Maria Dorotea di Württemberg, dalla quale ebbe quattro figli:
- Luisa Maria (18 febbraio 1858 - 1º marzo 1924); sposò nel 1875 il principe Filippo di Sassonia-Coburgo-Koháry (1844-1921); divorziarono nel 1906;
- Leopoldo Ferdinando (12 giugno 1859 - 22 gennaio 1869)
- Stefania (21 maggio 1864 - 23 agosto 1945); sposò il 10 maggio 1881 Rodolfo d'Asburgo-Lorena (1858-1889) erede al trono dell'Impero austro-ungarico, e il 22 marzo 1900 Elmer de Lonyay (1863-1946), diplomatico
- Clementina (30 luglio 1872 - 8 marzo 1955); sposò nel 1910, solo dopo la morte del padre, Napoleone Vittorio Bonaparte

Leopoldo II rimane ancora oggi una figura controversa.
Gli successe il nipote Alberto I, figlio del fratello Filippo.

### Alberto I

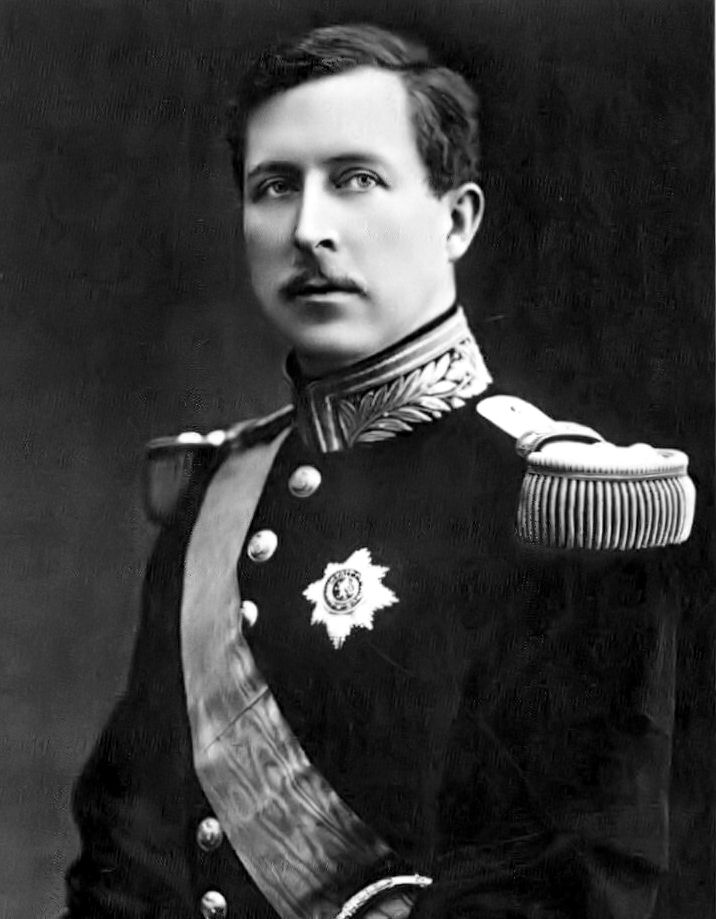
Alberto I in un ritratto fotografico.

Figlio del principe Filippo (1837-1905) e della principessa Maria di Hohenzollern-Sigmaringen (1845-1912), Alberto I fu nominato principe ereditario nel 1905, dopo la morte del padre e salì al trono nel 1909, alla morte dello zio Leopoldo II.
Sposò il 2 ottobre del 1900, a Monaco di Baviera, Elisabetta Gabriella di Baviera (1876-1965), figlia del duca Carlo Teodoro e della sua seconda moglie Maria José di Braganza. Dal loro matrimonio nacquero tre figli:
- Leopoldo III (3 novembre 1901 - 25 settembre 1983): sposò nel 1926 Astrid di Svezia (1905-1935) e nel 1941 Mary Lilian Baels (1916-2002), fu re dei belgi
- Carlo Teodoro (10 ottobre 1903 - 1º giugno 1983); assunse la reggenza al posto del fratello dal 1944 al 1950
- Maria José (4 agosto 1906 - 27 gennaio 2001); sposò nel 1930 Umberto di Savoia principe di Piemonte (1904-1983), divenuto re d'Italia con il nome di Umberto II, diventando di conseguenza regina consorte d'Italia dal 9 maggio al 18 giugno 1946.

Fervente cattolico, cercò in ogni modo di rimanere neutrale nella Grande Guerra, ma fu travolto dai piani bellici dello Stato maggiore del Kaiser, che con il proprio esercito invase il Belgio. Al termine della guerra ottenne dalla Conferenza di pace di Versailles, dove Alberto I rappresentò ufficialmente il Belgio, i possedimenti tedeschi del Ruanda e del Burundi nel 1919 e le città tedesche di Eupen e Malmedy nel 1920. Ai negoziati di pace il Re difese gli interessi del Belgio, ma si distinse per la sua opposizione alla politica di umiliazione eccessiva nei confronti della Germania.
Appassionato di alpinismo morì in un incidente alpinistico il 17 febbraio del 1934, scalando una vetta vicino a Namur. È inumato, con i suoi antenati, nella cripta reale della Chiesa di Nostra Signora di Laeken.
Gli successe il figlio Leopoldo III.

### Leopoldo III

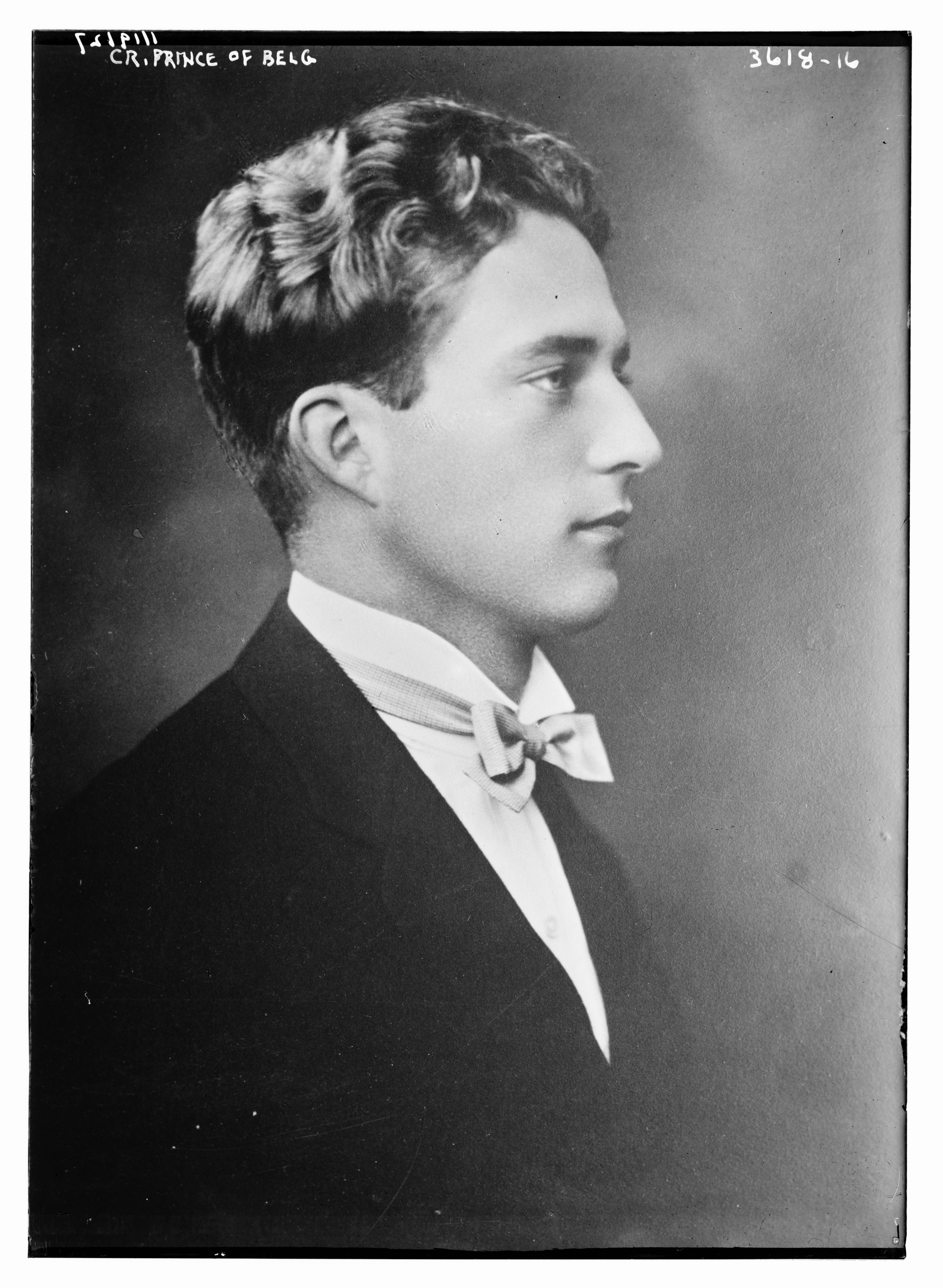
Leopoldo III fotografato nel 1910.

Preoccupato dalla Germania nazista, Leopoldo III risiglò le stesse alleanze con Francia e Regno Unito, che interverranno alla seconda invasione del Belgio da parte della Germania, il 10 maggio 1940. Leopoldo III, però, decise di non seguire il governo in esilio, e, dopo aver firmato la resa il 28 maggio del 1940, si consegnò ai tedeschi che lo relegarono nel castello di Laeken. Da qui fu prelevato nel 1944 con tutta la famiglia e portato in un campo di prigionia, prima in Germania e poi in Austria, dove fu liberato nel maggio del 1945.
Alla fine della guerra fu accusato di debolezza e di ambiguità e il Parlamento lo dichiarò incapace di regnare mentre la popolazione scioperava in massa per protestare contro il suo ritorno al potere. Dovette quindi lasciare la reggenza al fratello Carlo Teodoro e vivere in esilio in Svizzera dal 1945 fino al 1950, quando un referendum popolare autorizzò il suo rientro. Nel luglio 1951 risolse infine la lunga crisi della corona abdicando in favore del figlio maggiore Baldovino.
Nel 1926 sposò la principessa Astrid di Svezia (1905-1935), nipote del re Gustavo V di Svezia. Ebbero una figlia e due figli:
- Giuseppina Carlotta (11 ottobre 1927 - 10 gennaio 2005), principessa del Belgio e granduchessa del Lussemburgo; sposò nel 1953 il granduca Jean di Lussemburgo (1921-2019)
- Baldovino (7 settembre 1930 - 31 luglio 1993); sposò nel 1960 Fabiola de Mora y Aragón (1928-2014), futuro re del Belgio
- Alberto II (6 giugno 1934); sposò nel 1959 Paola Ruffo di Calabria (1937), futuro re del Belgio

Dopo la morte della prima moglie Astrid vittima di un incidente stradale il 29 agosto del 1935 presso Küssnacht in Svizzera, Leopoldo si sposò una seconda volta l'11 settembre 1941 con Mary Lilian Baels (1916-2002), nata a Londra e figlia di un commerciante di prodotti ittici belga, fu nominata in seguito principessa di Réthy.
Da lei Leopoldo ebbe altri tre figli, che non hanno diritto di successione al trono belga:
- Alessandro (18 luglio 1942 - 29 novembre 2009); sposò nel 1991 Léa Wolman (1951);
- Marie-Christine (6 febbraio 1951); sposò nel 1981 Paul Druckere e nel 1989 Jean-Paul Gourges;
- Maria Esmeralda (30 settembre 1956); sposò nel 1998 sir Salvador Moncada

### Baldovino

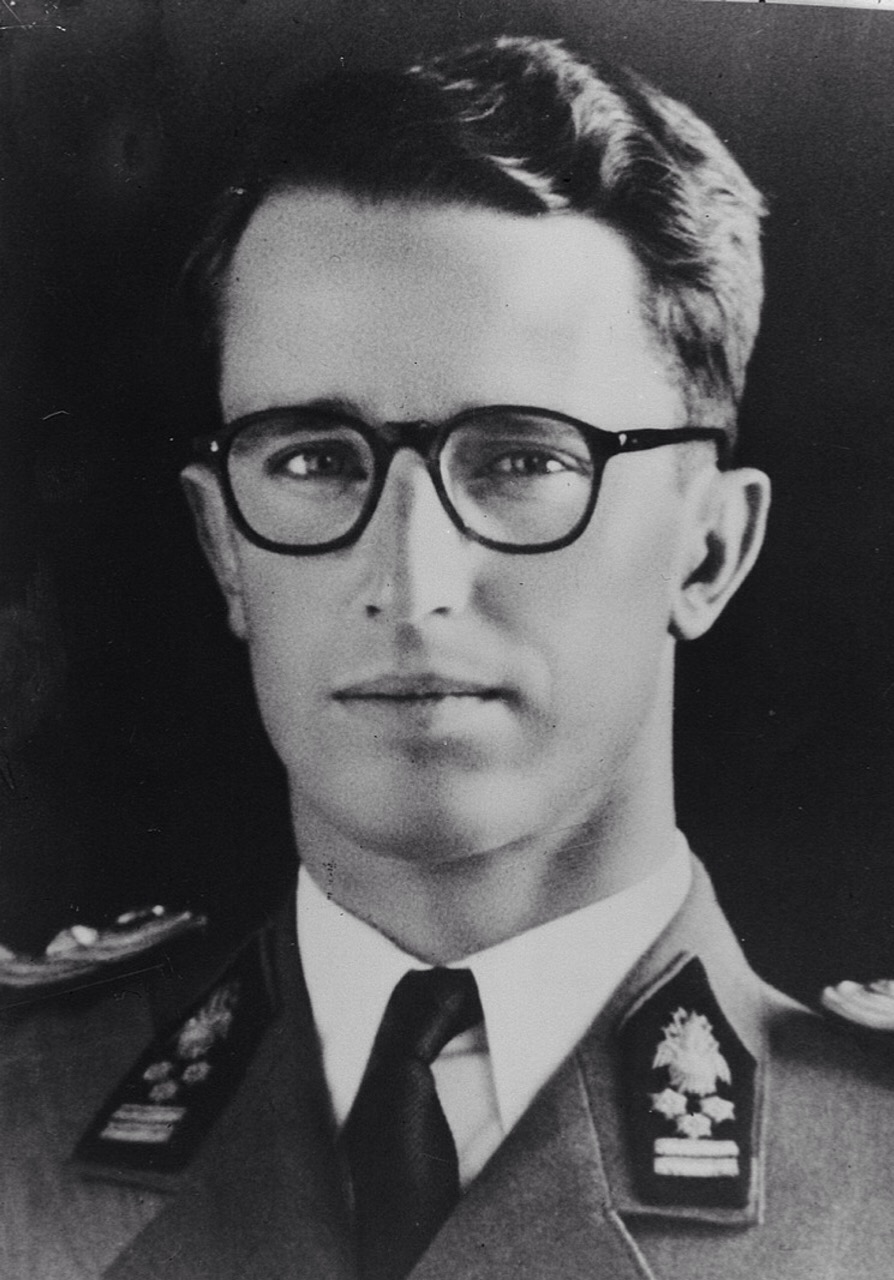
Baldovino fotografato nel 1960.

Uomo molto credente e favorevole all'europeismo, Baldovino fu fautore della transizione delle colonie belghe a stati autonomi e indipendenti, sotto il suo regno il Belgio si trasformò in uno Stato federale. Egli difese l'unità del Paese, ma non poté impedire, nell'ambito della questione linguistica, la formazione di una frontiera linguistica, infatti il Belgio è composto da tre regioni distinte ognuna con la propria lingua.
Nel 1989, vista la sua ritrosia a firmare una legislazione favorevole all'aborto approvata dal Parlamento, fu temporaneamente esautorato dai poteri regali. Il 5 aprile seguente fu ristabilito nelle sue funzioni con un voto delle Camere riunite che constatarono che "l'impossibilità di regnare" aveva avuto fine.
Il 31 luglio del 1993 il Re morì per un attacco cardiaco mentre era in vacanza a Motril in Spagna.
Il 15 dicembre del 1960 aveva sposato nella cattedrale di Bruxelles Fabiola de Mora y Aragón (1927), che divenne la regina Fabiola dei Belgi. Baldovino e Fabiola non ebbero figli.
Fu il fratello Alberto che gli succedette sul trono il 9 agosto con il nome di Alberto II.

### Alberto II

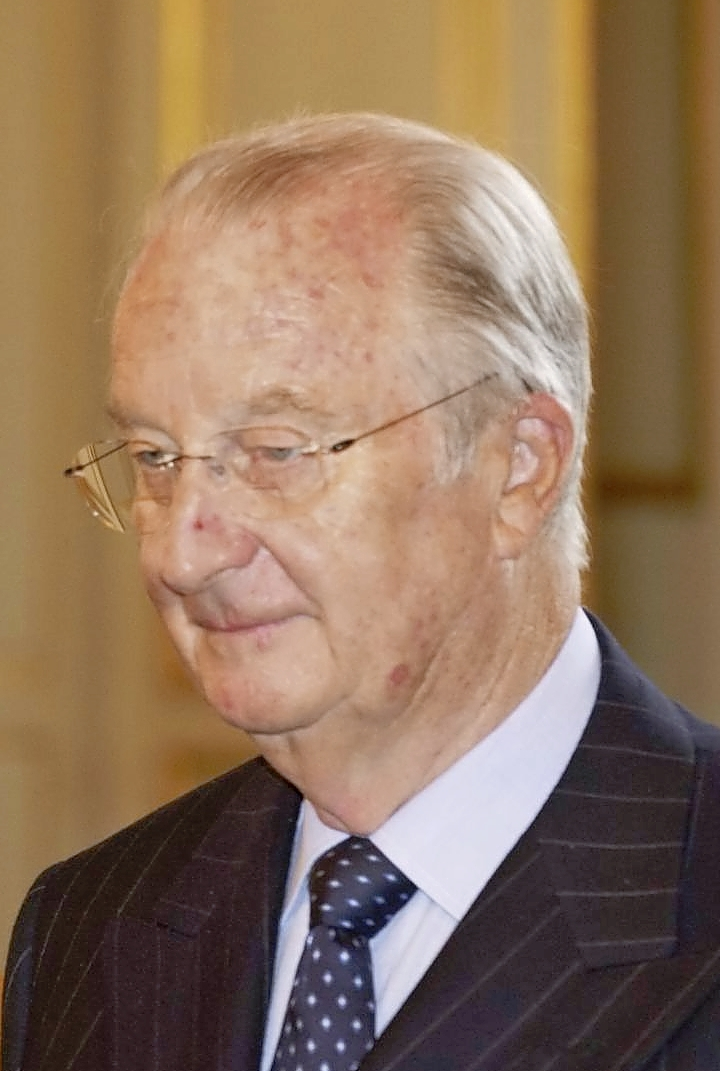
Alberto II fotografato nel 2010.

Alberto II è il terzo figlio del re Leopoldo III dei Belgi e della regina Astrid.
Alberto regna su uno Stato federale, del quale ha firmato la nuova Costituzione il 17 febbraio del 1994.
Il 2 luglio 1959 sposa la principessa donna Paola Ruffo di Calabria, di famiglia nobile italiana. I due hanno avuto tre figli:
- Filippo (15 aprile 1960); sposa nel 1999 Mathilde d'Udekem d'Acoz;
- Astrid (5 giugno 1962); sposa nel 1984 Lorenzo d'Austria-Este, nipote dell'ultimo imperatore d'Austria-Ungheria Carlo I;
- Lorenzo (19 ottobre 1963); sposa nel 2003 Claire Louise Coombs;

L'ex re ha inoltre una figlia illegittima, nata da una relazione extraconiugale con la baronessa Sibilla di Selys Longchamps:
- Delphine (22 febbraio 1968); sposa James O'Hare[1]

Tra il 2011 e il 2012 Alberto II ha saputo con grande maestria e calma, guidare il proprio paese fuori dalla lunga crisi istituzionale nella quale era caduto in seguito alle elezioni legislative arrivando a nominare il vallone Elio Di Rupo primo ministro del Belgio.
Il 21 luglio 2013 Alberto II, dopo 20 anni di regno, ha abdicato in favore del figlio primogenito Filippo.

### Filippo

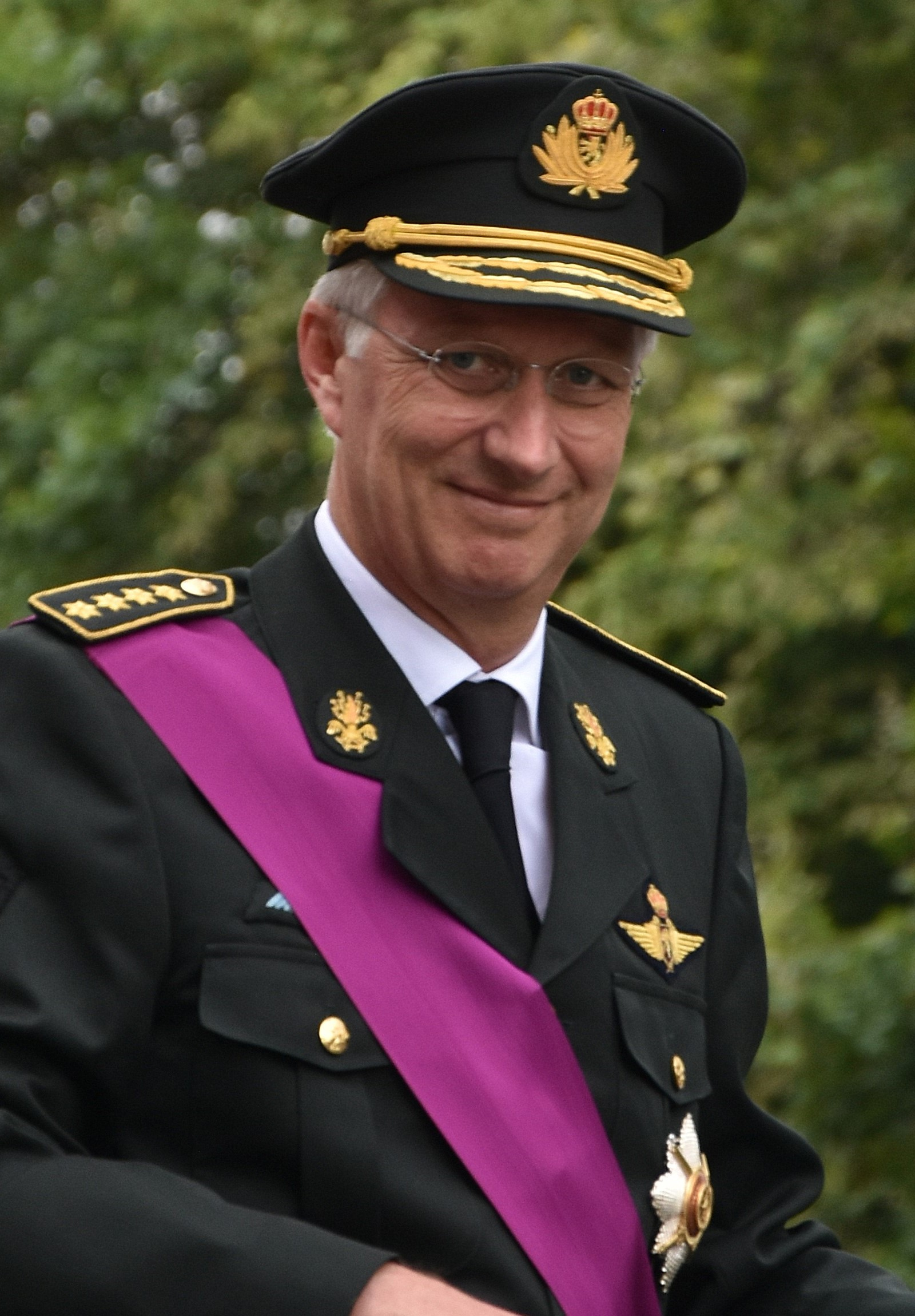
Filippo il 21 luglio 2018.

Dal 21 luglio 2013 Filippo è il settimo re dei Belgi. Figlio primogenito del vecchio re Alberto II e della moglie Paola Ruffo di Calabria.
Filippo è sposato con Mathilde d'Udekem d'Acoz, e dal loro matrimonio sono nati 4 figli:
- Elisabetta (25 ottobre 2001);
- Gabriele (20 agosto 2003);
- Emanuele (4 ottobre 2005);
- Eleonora (16 aprile 2008).